# Haringvlietdam
De Haringvlietdam, ook wel aangeduid als de Haringvlietsluizen in de Nederlandse provincie Zuid-Holland, is het zesde bouwwerk van de Deltawerken. De dam met spuisluizen sluit het Haringvliet af en ligt tussen Voorne-Putten en Goeree-Overflakkee bij de monding van de Haringvliet in de Noordzee. Aan de zuidzijde van de Haringvlietdam ligt de Goereese sluis voor het scheepvaartverkeer.

## Bouw
Het Haringvliet kon niet zonder meer worden afgesloten, omdat de rivieren Rijn en Maas daarin uitkomen. Daarom werd gekozen voor de aanleg van een spuisluizencomplex met een lengte van ongeveer een kilometer, dat per seconde circa 25.000 kubieke meter water kan doorlaten.
Om het sluizencomplex te kunnen bouwen, is een gedeelte van de monding van het Haringvliet op een ter plaatse aanwezige zandplaat tijdelijk ingepolderd. In deze bouwpolder is het volledige sluizencomplex tot stand gekomen.
In november 1958 begonnen de heiwerkzaamheden voor de aanleg van het sluizencomplex. In totaal gingen 22.300 heipalen de grond in. Toen in 1961 de heipalen in de grond zaten, werd begonnen met het bouwen van de spuisluizen. Pas toen deze klaar waren (1966), werd de polder verwijderd en de dam gemaakt. Hierbij werd gebruikgemaakt van de kabelbaantechniek, die eerder was gebruikt bij de aanleg van de Grevelingendam. Tijdens de bouw van de aansluitende dammen werd de getijstroom door het geopende sluizencomplex geleid. In 1970 was de Haringvlietdam gereed. Op 15 november 1971 opende koningin Juliana met minister Willem Drees jr. van Verkeer en Waterstaat de Haringvlietdam.

## Kenmerken
De dam is 5 kilometer lang en 56 meter breed. Hij heeft in totaal 17 sluizen die ieder 56,5 meter breed zijn. Jaarlijks wordt 30 miljard m³ water gespuid. Wegverkeer kan via de N57 met 2×2 rijstroken over de dam. De overspanning over de sluizen waarop het wegdek ligt, worden vanwege haar omgekeerde driehoeksvorm Nabla-liggers genoemd.

## Kierbesluit
In 2004 werd besloten om per 2008 de sluizen in Haringvlietdam gedeeltelijk te openen, maar eind 2007 verschoof de regering de datum van het op een kier zetten ervan naar 2010. Toch besloot het kabinet er daarna weer van af te zien, zowel vanwege de hoge kosten (ruim €40 miljoen) als vanwege de schade die het openen van de dam aan de regionale landbouw zou kunnen toebrengen. In 2011 kwam het kabinet op deze beslissing terug omdat onderzoek uitwees dat er geen volwaardig alternatief is. Door maatregelen die genoeg zoetwater garanderen was er inmiddels ook regionaal voldoende draagvlak. Op 16 januari 2019 zijn de sluizen voor de eerste keer op een kier gezet zodat er zout water tot de denkbeeldige lijn Middelharnis - Spui kan komen. Anadrome trekvissen als zalm en zeeforel kunnen op die manier hun paaigebieden bereiken. Bij storm (zoals tijdens de storm Corrie in 2022) wordt de kier gesloten; de sluizen werken dan als stormvloedkering.

## Rijksmonument
Sinds 2016 hebben de spuisluizen, als cultuurhistorisch icoon van de Nederlandse strijd tegen het water, de status van rijksmonument.
- Informatie over rijksmonumentnummer 532246

## Afbeeldingen

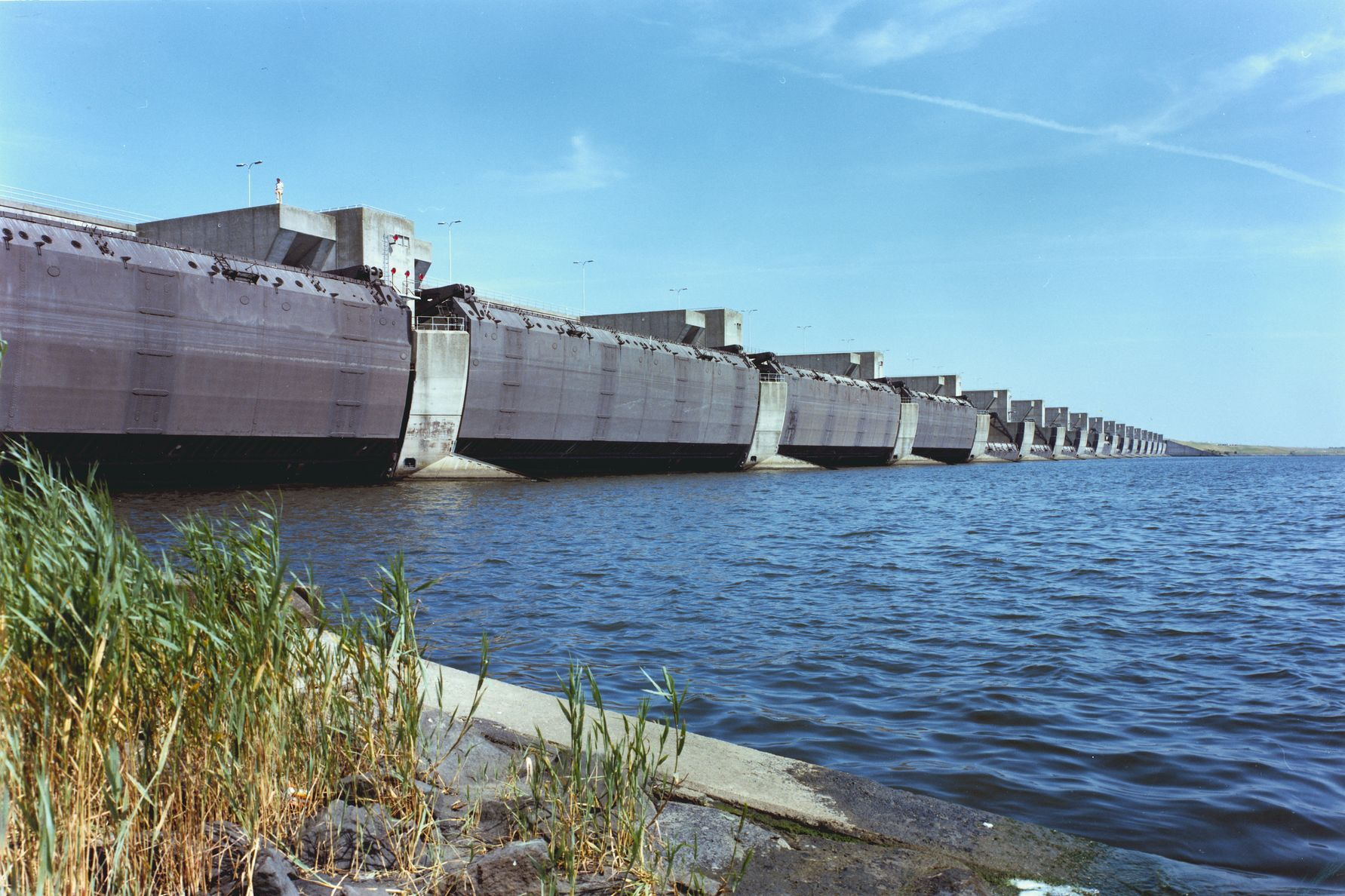
Haringvlietdam bron: beeldbankvenw
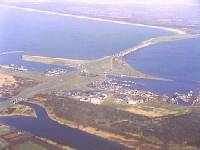
Haringvlietsluis-haven en Haringvlietdam te Stellendam. bron: beeldbankvenw
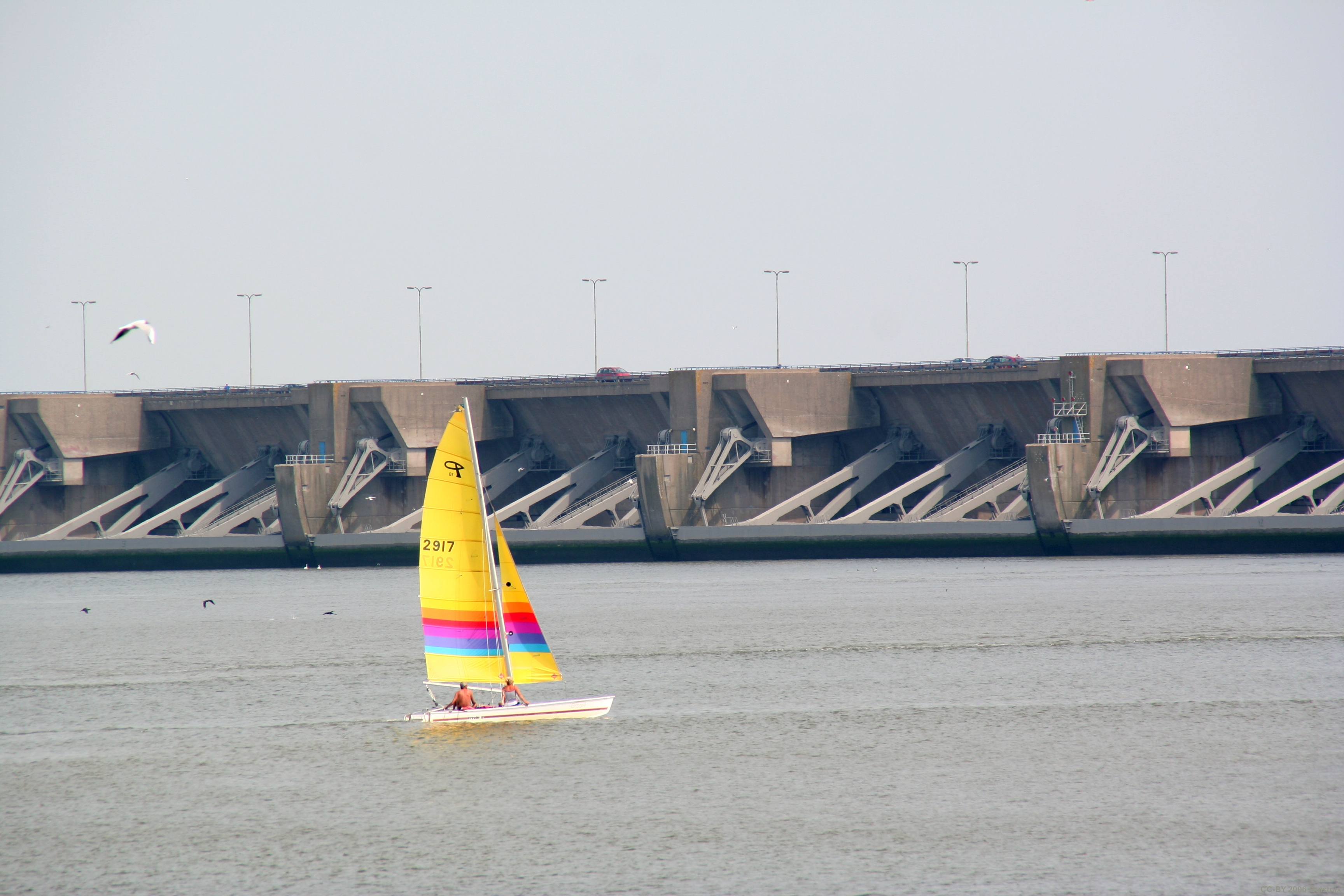
Haringvlietdam gezien vanaf de "zoute kant"
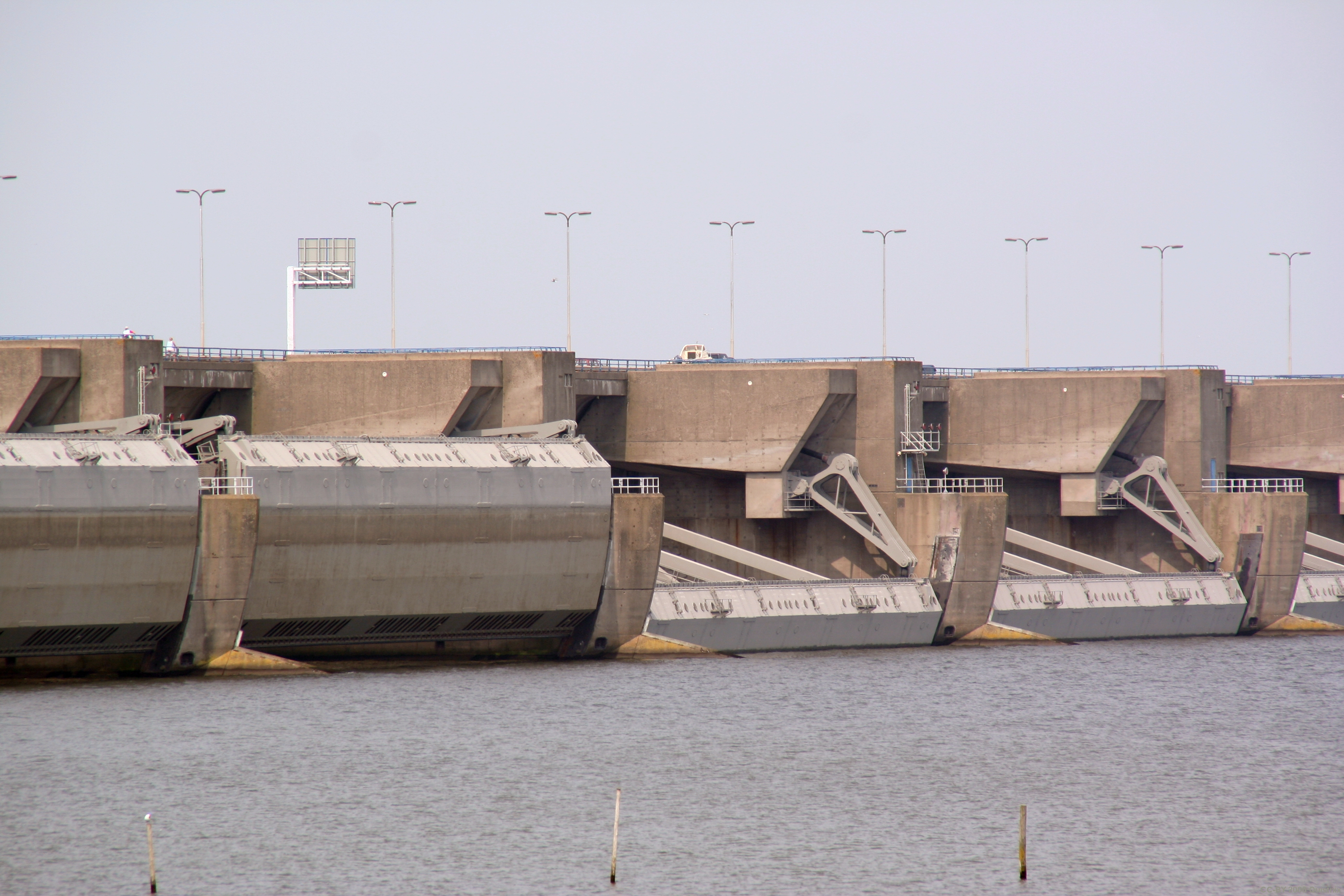
Geopende deuren (links) en gesloten deuren (rechts), gezien vanaf de "zoete kant"
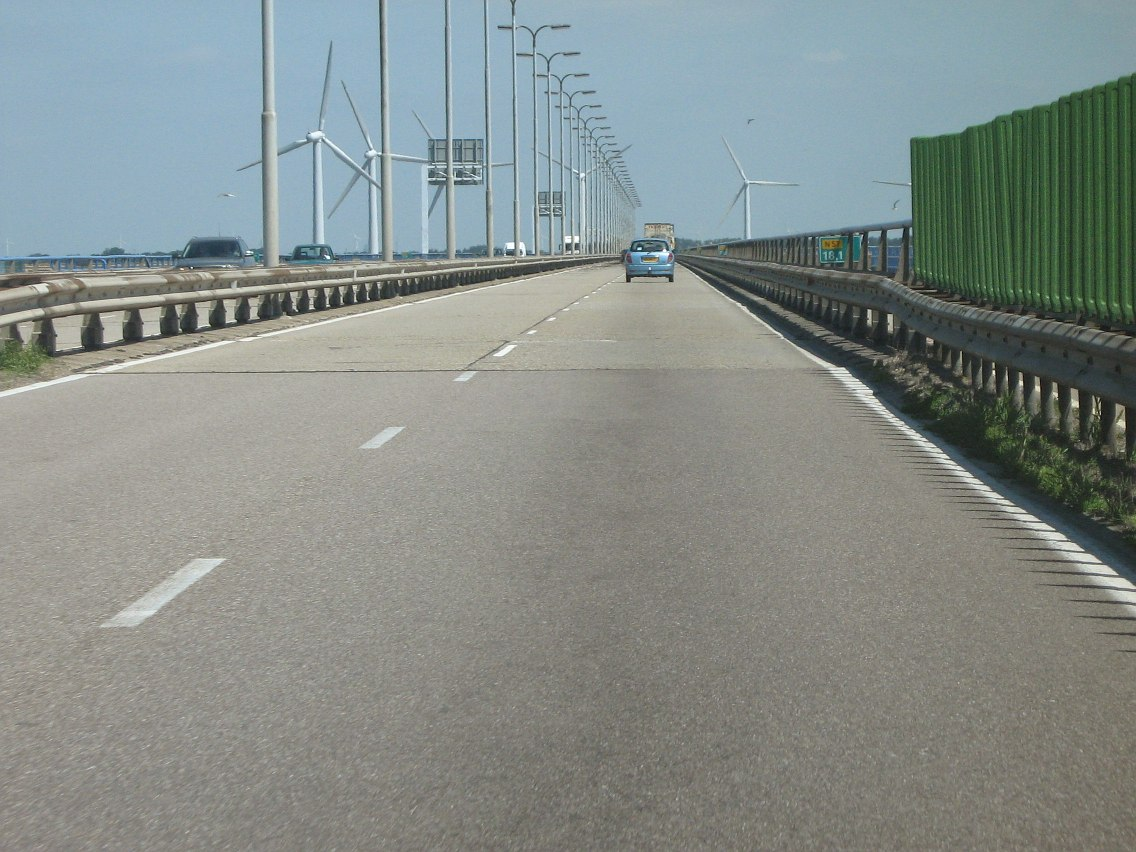
Rijden over de Haringvlietdam
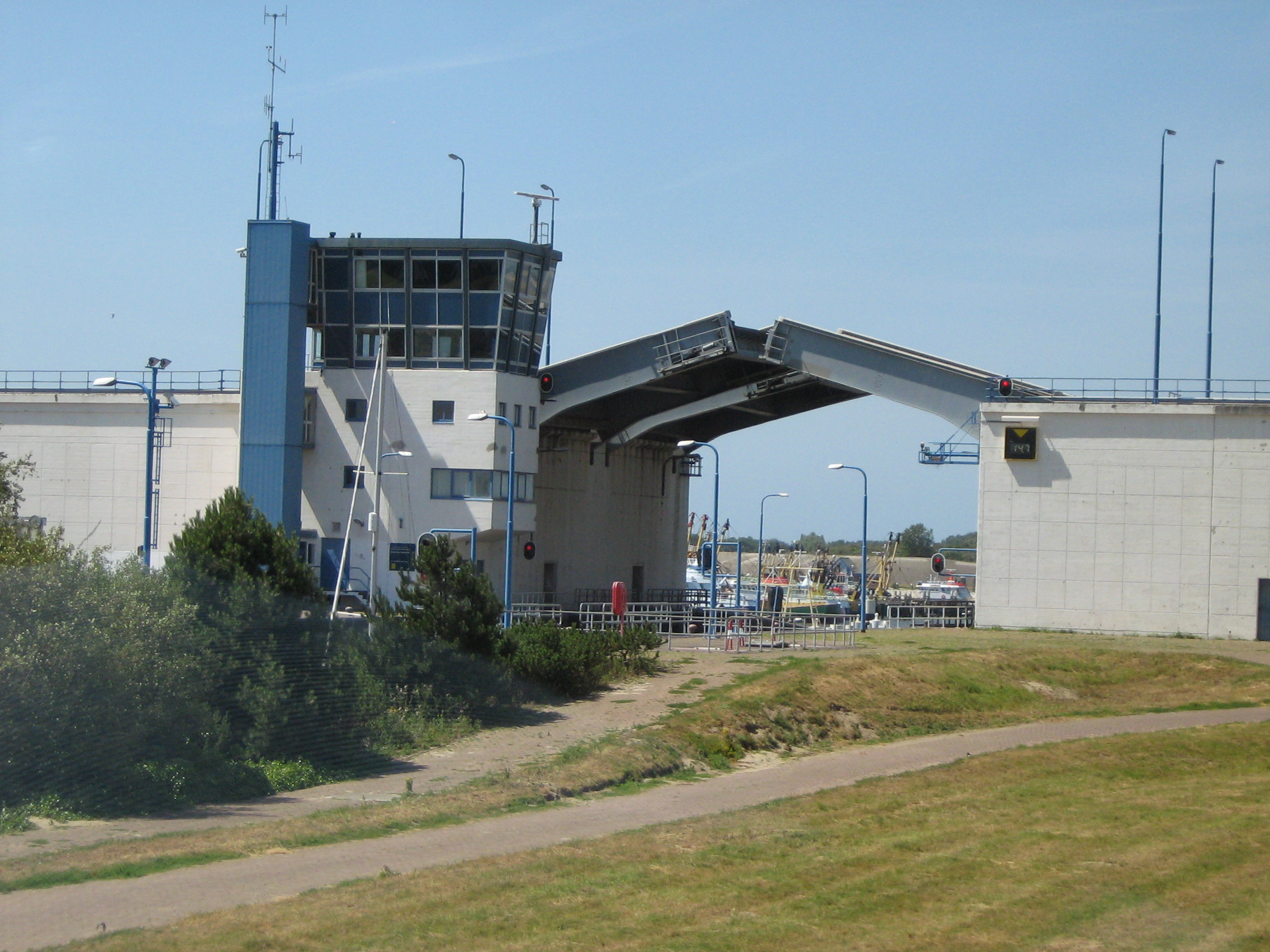
Brugdeel aan de zuidzijde van de Haringvlietdam

## Afbeeldingen bouw Haringvlietdam en -sluizen

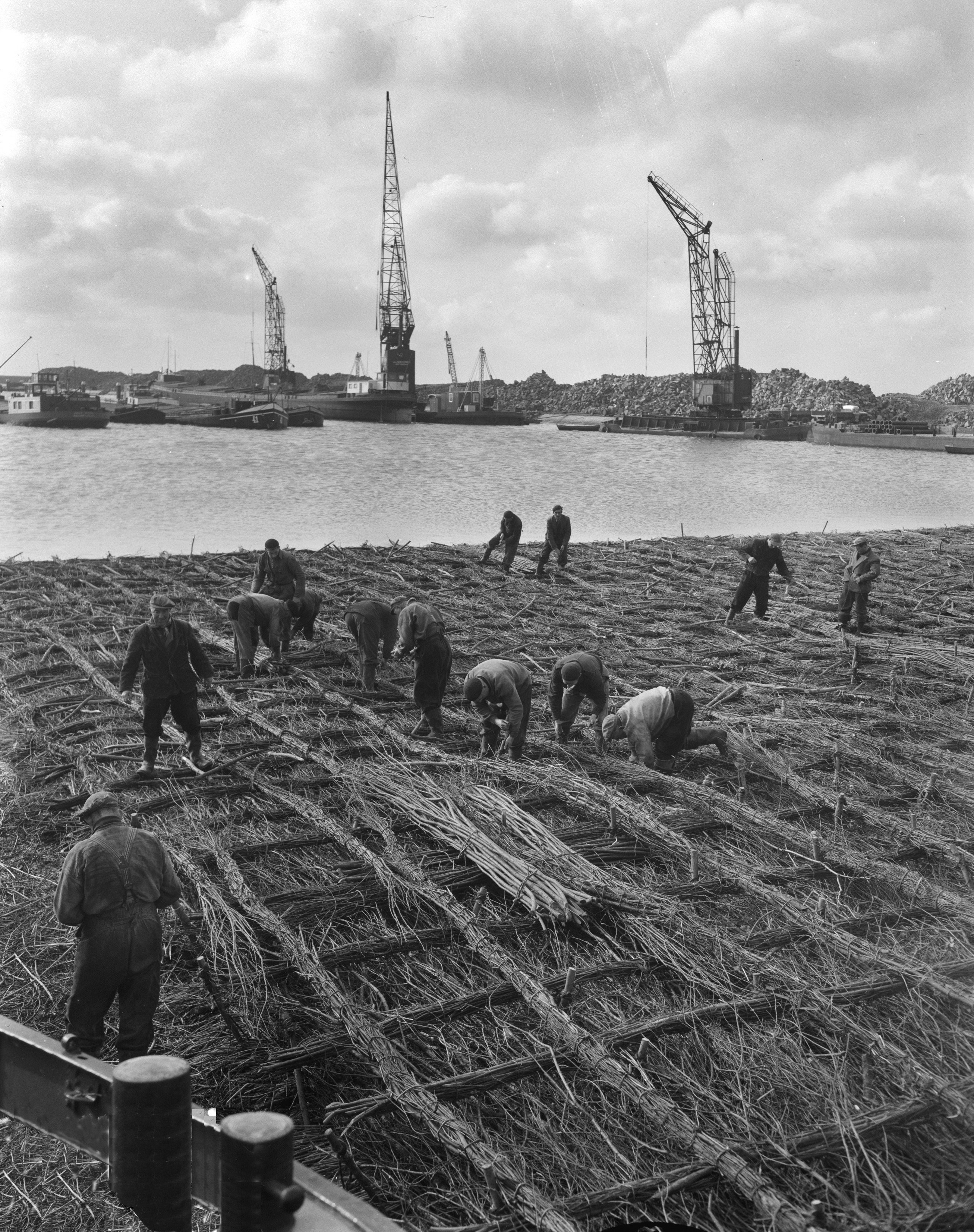
Vervaardiging van zinkstukken, grootste van Nederland (30-10-1956)
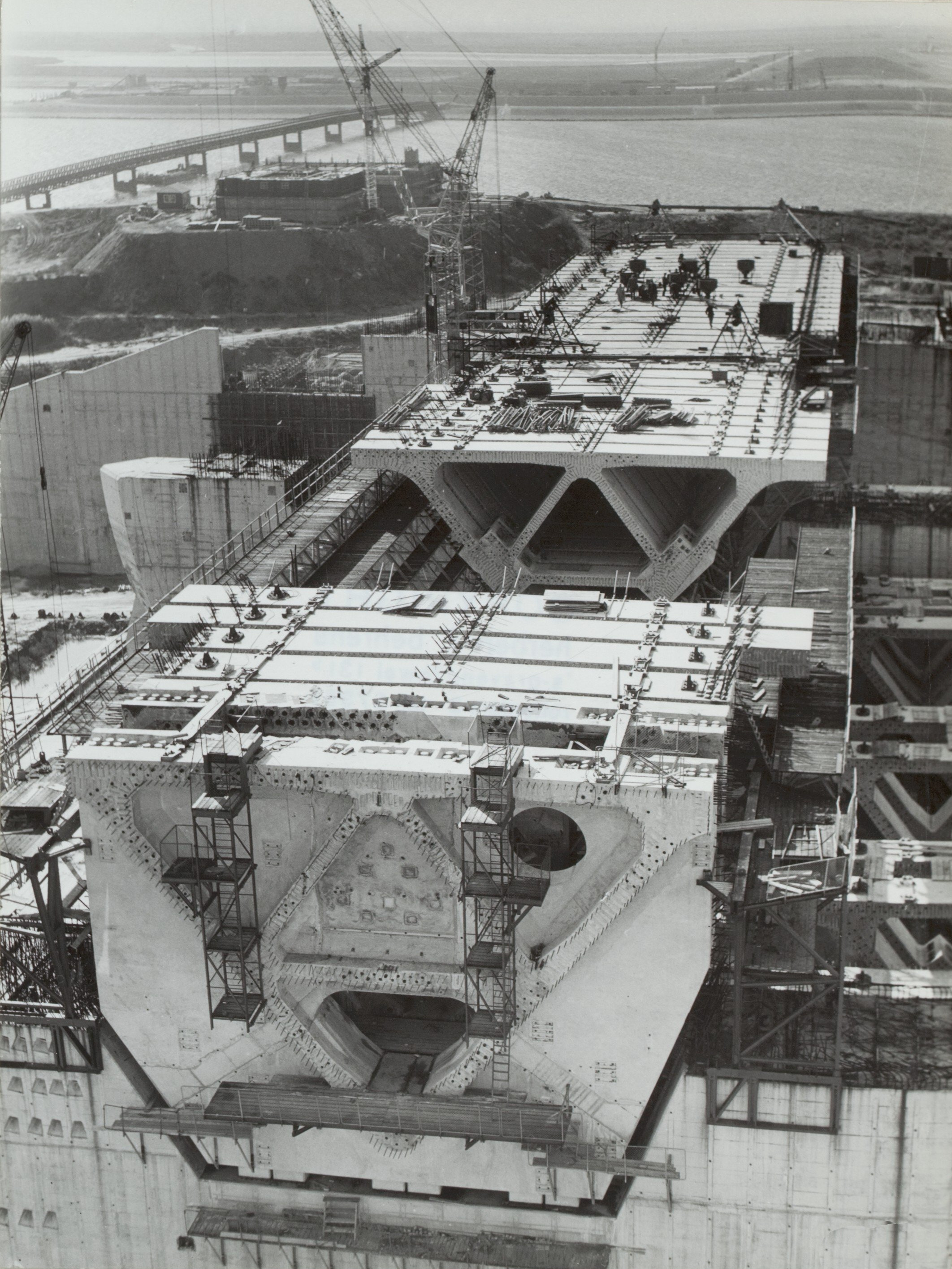
Bouw sluizen in Haringvliet (ongedateerd)
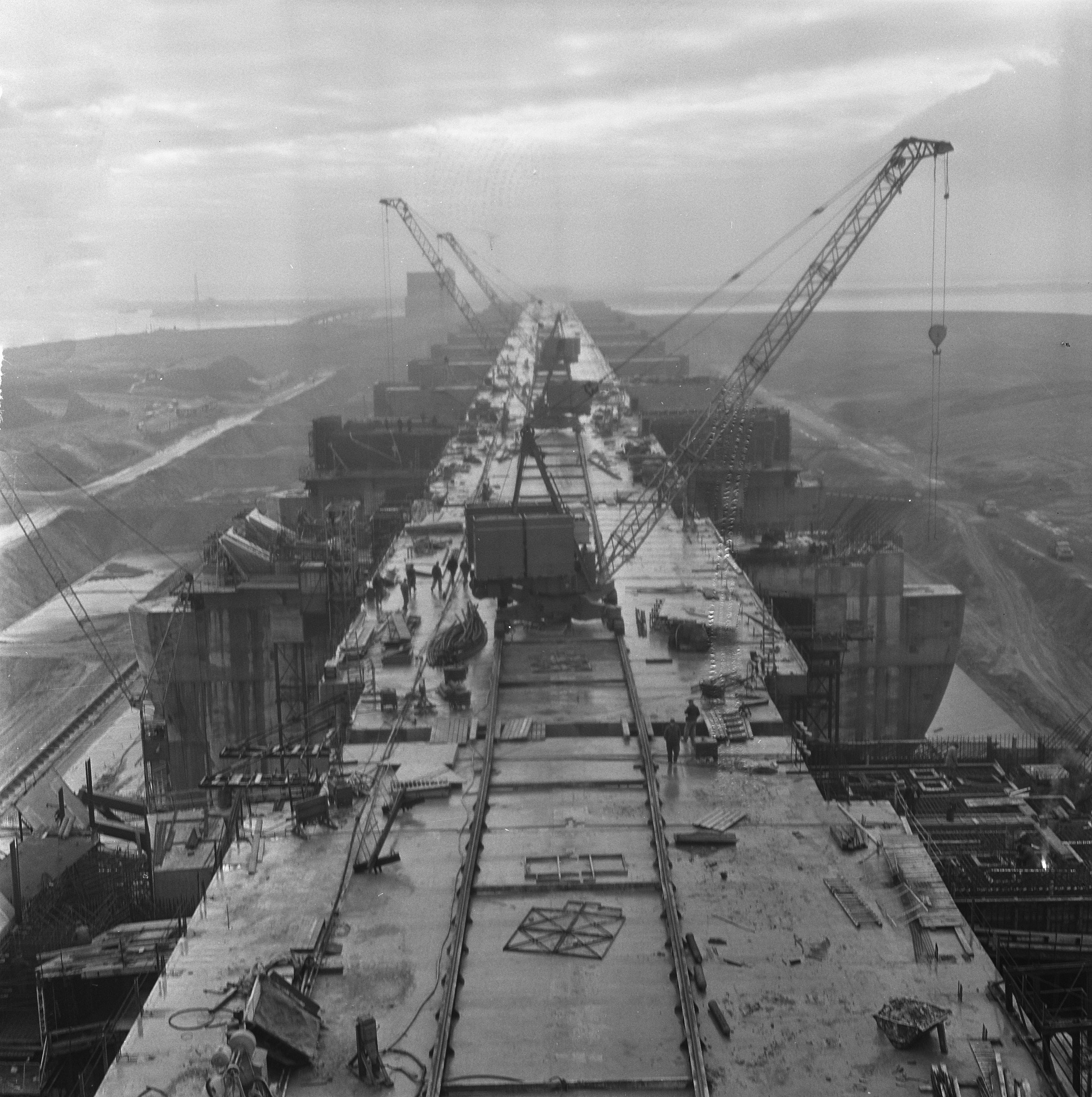
Overzicht over het sluizencomplex (30-1-1964)
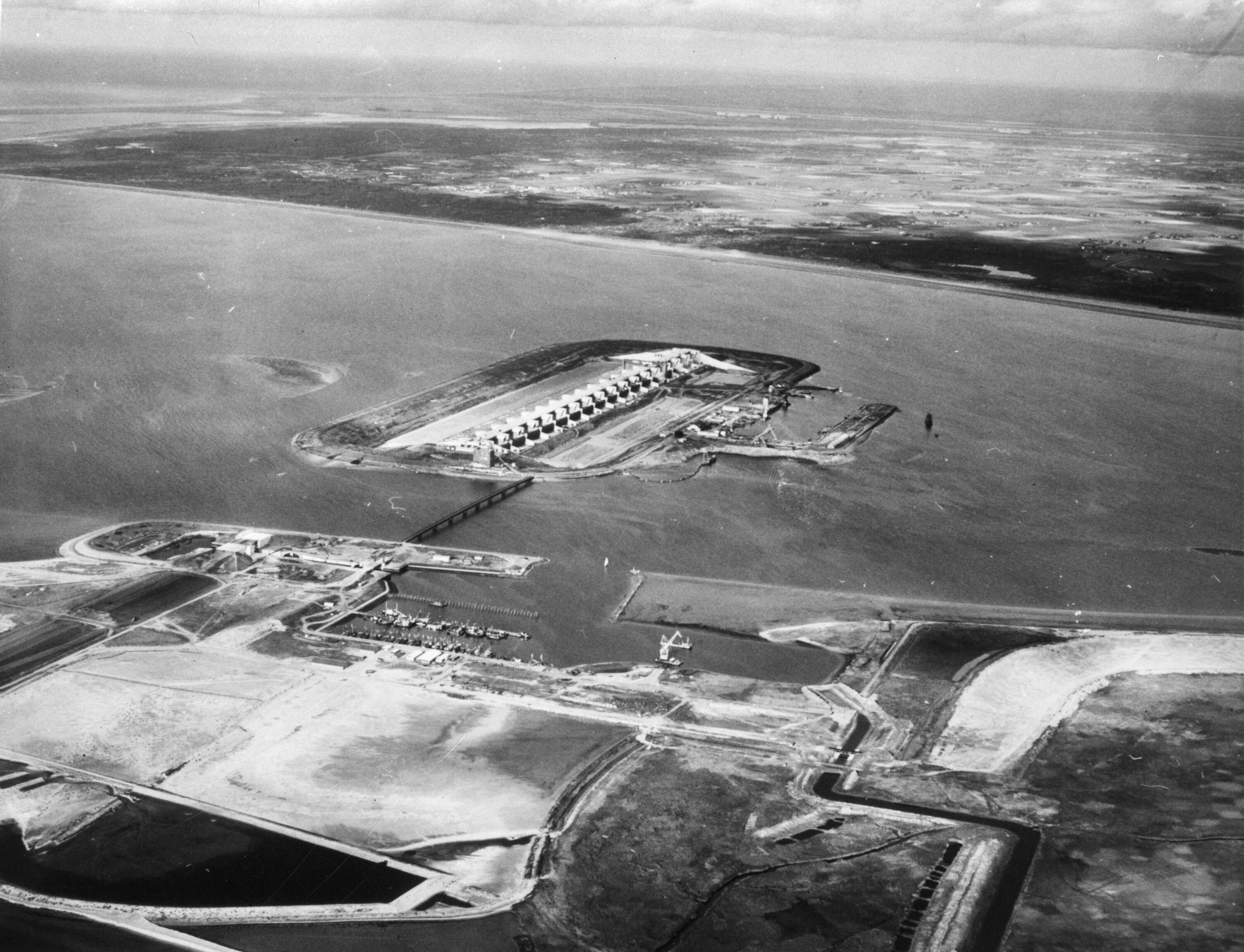
Bouwput middenin het Haringvliet (15-11-1965)
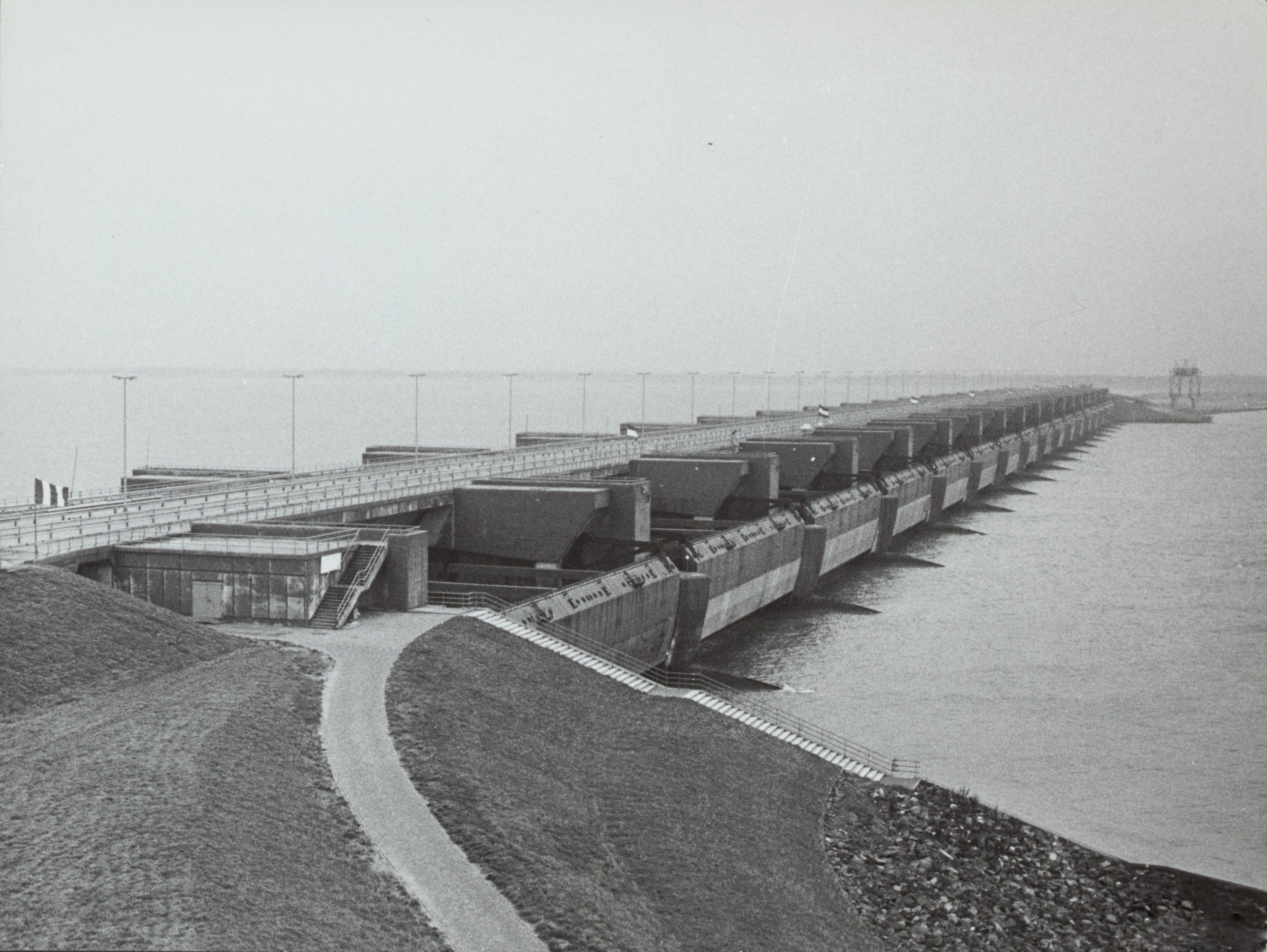
Haringvlietdam en -sluizen gereed (najaar 1970)
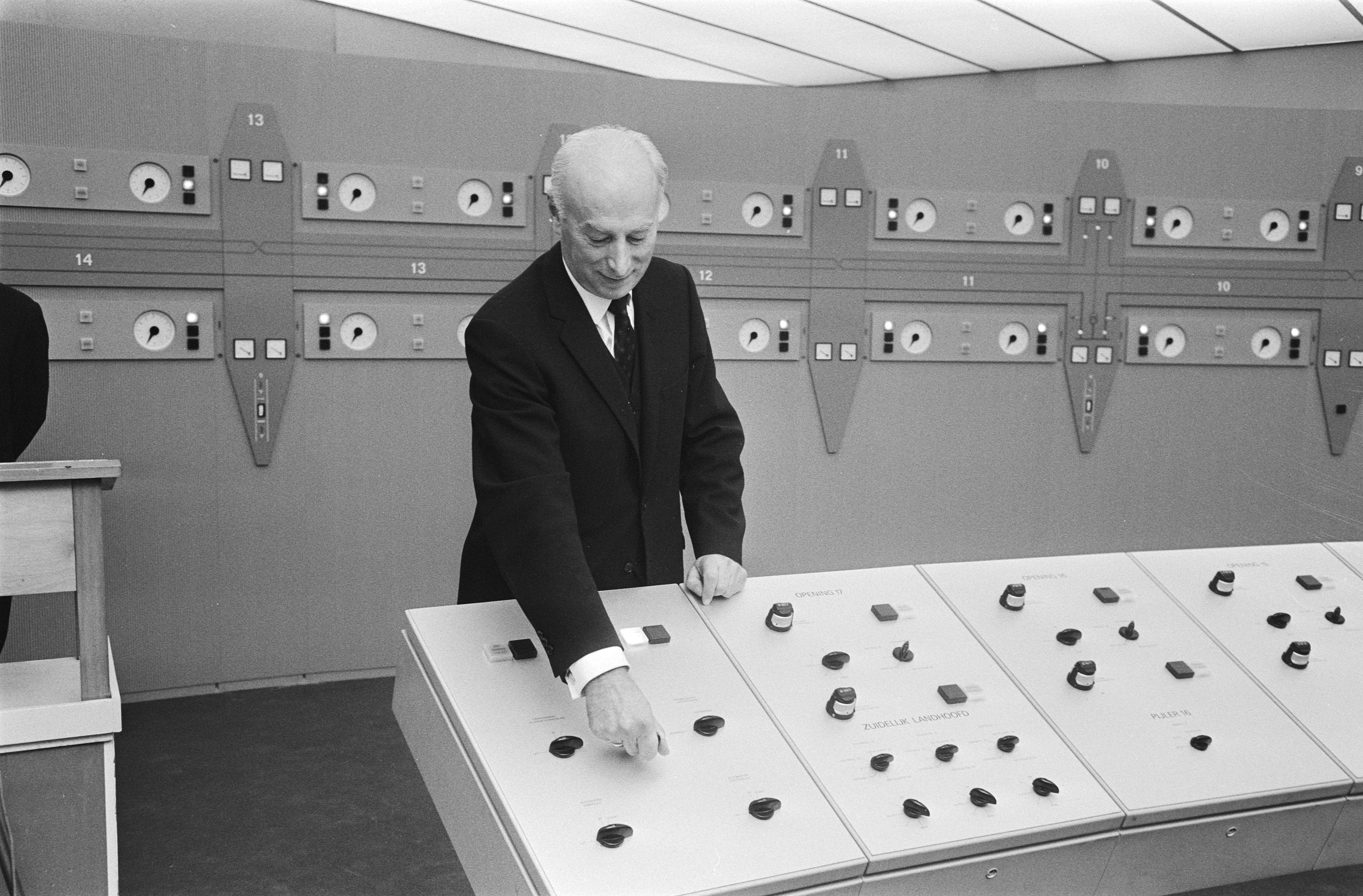
Minister J. A. Bakker (V&W) opent sluizen-complex Haringvlietdam (2-11-1970)

## Kaart deltagebied
| · Antwerpen België Hollandsche IJsselkering Bathse spuisluis Brouwersdam Grevelingendam Haringvlietdam Haringvlietbrug Hartelkering Haringvliet Hellegatsdam Maeslantkering Markiezaatskade Nederland Noordzee Oosterschelde Oosterscheldekering Oesterdam Philipsdam Rotterdam Schelde-Rijnkanaal Veerse Gatdam Volkerakdam Westerschelde Zandkreekdam Zeelandbrug zeewater zoetwater |